# Parijat

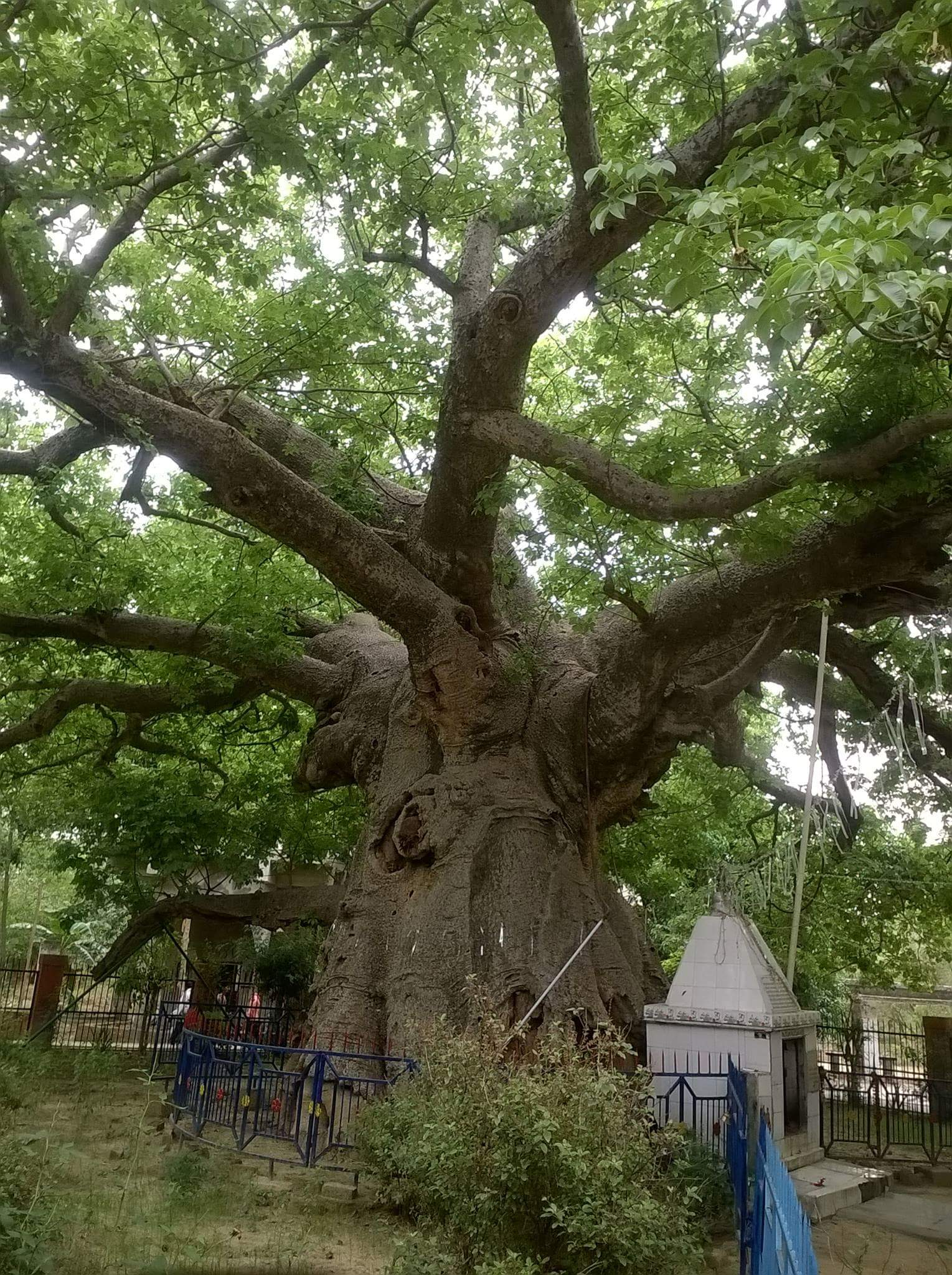
Parijat

Parijat (Hindi पारिजात Pārijāt) ist der Name eines sehr alten Afrikanischen Affenbrotbaums (Adansonia digitata) im Dorf Kintoor im Distrikt Barabanki im indischen Bundesstaat Uttar Pradesh, ungefähr 38 Kilometer von der Distriktshauptstadt entfernt. Er ist rund 800 Jahre alt, andere Quellen sprechen von 700 Jahren oder sogar von 1000 bis 5000 Jahren. Mit der Radiokarbonmethode wurde 2020 ein Alter von 750 bis 850 Jahren festgestellt.
Lange Zeit war unklar, welche Art der Parijat war, erst 1971 wurde erkannt, dass er ein Afrikanischer Affenbrotbaum (Adansonia digitata) ist.
Er ist 13,7 m hoch und misst 13,09 m im Umfang mit einem teilweise gebrochenen Stamm, sodass der ursprüngliche Umfang bis zu 14,1 m betrug. Das Kronendach misst 33,4 m von Nord nach Süd × 31,6 m von West nach Ost.
Es gibt mehrere Legenden über die Entstehung des Parijat. Eine besagt, dass Arjuna diesen Baum aus dem Himmel brachte und Kunti, die Mutter der Pandavas, ihn Shiva anbot. Er soll auf Kuntis Asche wachsen. Eine andere Legende berichtet, dass Krishna ihn für seine geliebte Königin Satyabhama brachte.
Die Indische Post gab 1997 mehrere Briefmarken mit dem Parijat-Baum als Motiv heraus.

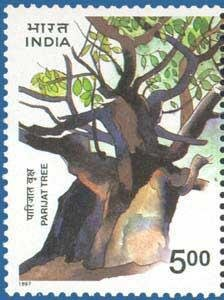
Indische Briefmarke mit dem Parijat als Motiv